# Valeria Fabrizi
Pour les articles homonymes, voir Fabrizi.
Valeria Fabrizi, née à Vérone le 20 octobre 1936, est une actrice, chanteuse et personnalité de la télévision italienne.

## Biographie
Orpheline de guerre, amie d'enfance de Walter Chiari (ils étaient voisins à Vérone), Valeria Fabrizi fait ses débuts dans le monde du divertissement avec des romans-photos. Ses débuts ont eu lieu en 1954, avec un petit rôle dans la comédie à épisodes  Laughing ! Rire! Rire!  Elle fait ses débuts d'actrice dans la revue Campione senza valore et obtient son premier rôle dans la comédie dramatique Carlo non farlo. En 1957, elle est élue miss Italia et elle participe à Miss Univers ; elle apparait dans la comédie L'adorabile Giulio. Après avoir été la soubrette de la musique de Las Vegas en 1992, elle devient la prima donna de la compagnie de Erminio Macario. 
En 1964, Valeria Fabrizi épouse Tata Giacobetti, membre du groupe Quartetto Cetra, et commence à apparaître dans des séries télévisées. Elle a également une carrière cinématographique et tourne une trentaine de films.  En musique, elle a enregistré plusieurs singles avec EMI,.
De son mariage est née une fille, Giorgia. Le mariage dure jusqu'en 1988, date à laquelle Giacobetti meurt d'un infarctus.

## Filmographie partielle
- 1955 : 
  - La Chasse aux maris (titre original : Ragazze d'oggi), de Luigi Zampa
  - Io piaccio, de Giorgio Bianchi
  - Il falco d'oro, de Carlo Ludovico Bragaglia
  - La Belle des belles  (titre original :La donna più bella del mondo, de Robert Z. Leonard
- 1957 : 
  - Il cocco di mamma, de Mauro Morassi
  - I fidanzati della morte, de Romolo Marcellini
- 1958 : 
  - Il cavaliere senza terra, de Giacomo Gentilomo
  - Vento di primavera, de Giulio Del Torre et Arthur Maria Rabenalt
- 1959 : 
  - Les Surprises de l'amour (Le sorprese dell'amore), de Luigi Comencini
  - La cento chilometri, de Giulio Petroni
  - La congiura dei Borgia, de Antonio Racioppi
  - Un canto nel deserto, de Marino Girolami
- 1960 : 
  - Caccia al marito, de Marino Girolami
  - Adua et ses compagnes   (titre original : Adua e le compagne, de Antonio Pietrangeli
  - Petites Femmes et Haute Finance  (titre original :Anonima cocottes, de Camillo Mastrocinque
  - Ferragosto in bikini, de Marino Girolami
- 1961 : 
  - Akiko, de Luigi Filippo D'Amico
  - Walter e i suoi cugini, de Marino Girolami
  - Le magnifiche 7, de Marino Girolami
  - Scandali al mare, de Marino Girolami
  - Bellezze sulla spiaggia, de Romolo Guerrieri
  - Un figlio d'oggi, de Marino Girolami e Domenico Graziano
  - Vacanze alla baia d'argento, de Filippo Walter Ratti
- 1962 : 
  - L'assassino si chiama Pompeo, de Marino Girolami
  - Il medico delle donne, de Marino Girolami
  - Accroche-toi, y'a du vent !, de Bernard-Roland
  - Les Faux Jetons   (titre original :Le massaggiatrici, de Lucio Fulci
- 1963 : 
  - Queste pazze, pazze donne, de Marino Girolami
  - Il grande ribelle, de Georges Lampin
  - Finché dura la tempesta, de Charles Frend et Bruno Vailati
- 1964 : 
  - La coda del diavolo de Moraldo Rossi (it)
  - Les Martiens ont douze mains (I marziani hanno dodici mani) de Castellano et Pipolo
  - Le sette vipere (Il marito latino), regia di Renato Polselli
  - Les Motorisées    (titre original :Le motorizzate, de Marino Girolami
- 1965 : 
  - Questo pazzo, pazzo mondo della canzone, de Bruno Corbucci et Giovanni Grimaldi
  - Här kommer bärsärkarna, de Arne Mattsson
- 1966 : 
  - Ringo au pistolet d'or  (titre original :Johnny Oro, de Sergio Corbucci
  - Delitto d'amore, de Juan de Orduña
  - Vacanze sulla neve, de Filippo Walter Ratti
- 1967 : 
  - Soldati e capelloni, de Ettore Maria Fizzarotti
  - Il grande maestro, de Daniele D'Anza
- 1969 : I due magnifici fresconi (Un imbroglio tutte curve), de Marino Girolami
- 1971 : 
  - Quando gli uomini armarono la clava e... con le donne fecero din don, de Bruno Corbucci
  - Les Quatre Pistoleros de Santa Trinita (I quattro pistoleri di Santa Trinità), de Giorgio Cristallini : Adeline Martinez
- 1973 : Diario segreto da un carcere femminile, de Rino Di Silvestro
- 1975 : 
  - Amore mio spogliati... che poi ti spiego!, de Fabio Pittorru et Renzo Ragazzi
  - Paolo Barca, maestro elementare, praticamente nudista, de Flavio Mogherini
  - Grazie... nonna, de Franco Martinelli
  - Calore in provincia, de Roberto Bianchi Montero
- 1976 : 
  - L'inconveniente, de Pupo De Luca
  - Vai col liscio, de Giancarlo Nicotra
- 1981 : Rosa, chaste et pure  (titre original :Casta e pura, de Salvatore Samperi
- 1984 :Windsurf - Il vento nelle mani, de Claudio Risi
- 1991 :Caldo soffocante, de Giovanna Gagliardo
- 1994 :Dichiarazioni d'amore, de Pupi Avati
- 1999 :Bagnomaria, de Giorgio Panariello
- 2004 :Natale due volte,de Marco Falaguasta
- 2006 :Notte prima degli esami, de Fausto Brizzi
- 2008 :Il seme della discordia, de Pappi Corsicato